# Ferme Saint-Gilles
Le ferme Saint-Gilles est un monument historique situé à Wintzenheim, dans le département français du Haut-Rhin.

## Localisation
Ce bâtiment est situé saint-Gilles à Wintzenheim.

## Historique

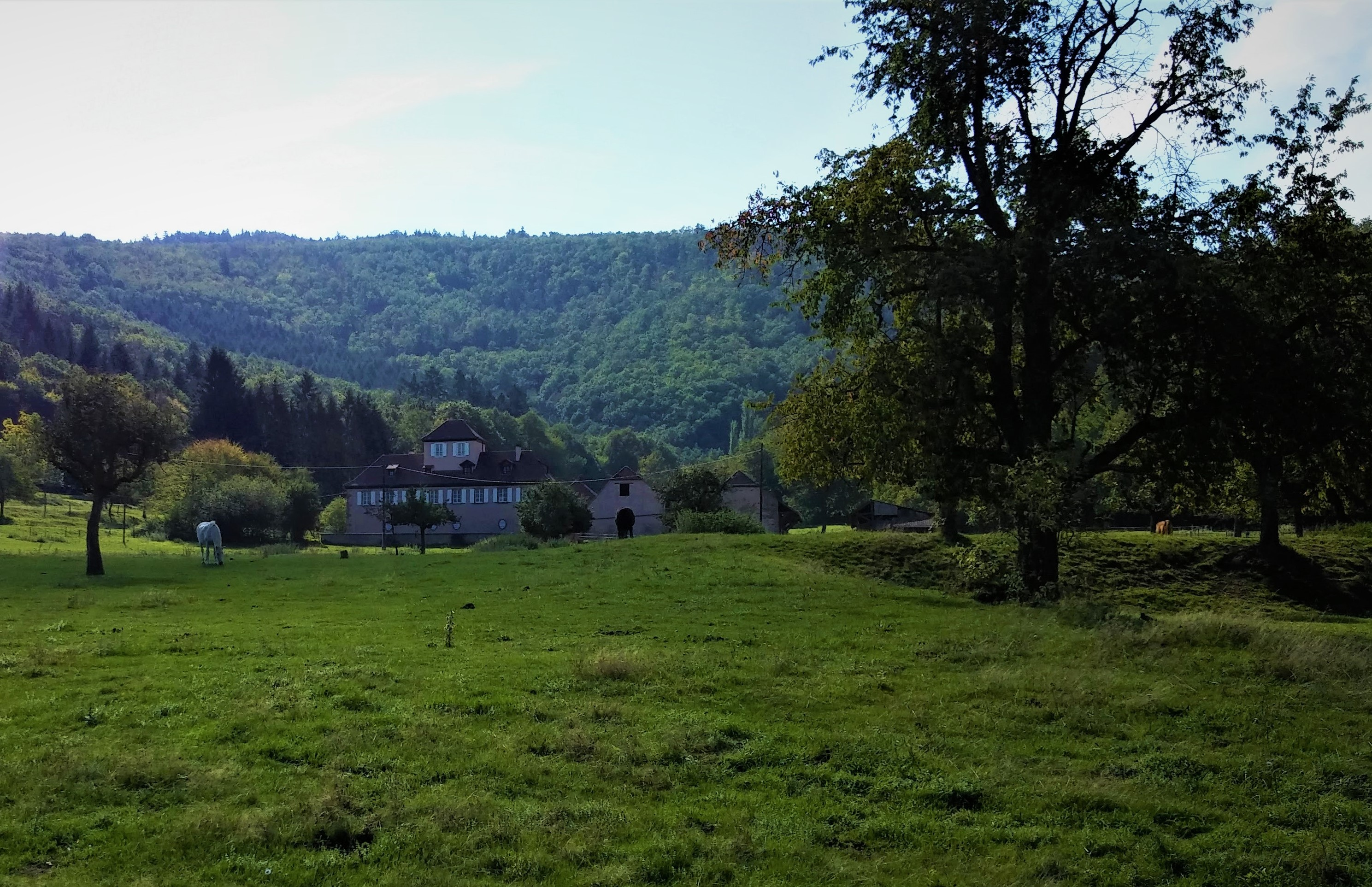

Dès le XIIe siècle, une construction fut établie dans ce vallon Saint Gilles puis en 1325 l'existence d'une chapelle aux  peintures murales est mentionnée lors travaux d'agrandissement où fut ajouté nouveau chœur à ce prieuré secondaire chapeauté par celui de Saint-Pierre à Colmar dépendance de  l'abbaye clunisienne de Payerne en Suisse (Canton de Vaud).
L'arrivée de la Réforme coïncide avec l'acquisition du domaine agricole en 1575 par la ville de Colmar qui le conserva jusqu'en 1714 date à laquelle Louis XIV confia l’église abandonnée aux bons soins du Grand Chapitre de la cathédrale de Strasbourg. 
En 1777, de lourds travaux de restauration virent la toiture de la chapelle réunie au logis, le percement de nouvelle fenêtres en façade et la rénovation des peintures murales qui furent cachées sous du plâtre lors de la Révolution Française.
Vendu comme bien national, la Ville de Colmar se porta une nouvelle fois acquéreur du domaine en 1793 jusqu'à ce qu'elle le revende en 1815 à un négociant qui organisa la désacralisation de la chapelle mettant ainsi fin au pèlerinage de Wintzenheim réapparu une décennie plus tôt. La chapelle fut partagée en deux niveaux avec un logement à l'étage, desservi par un escalier en bois. Le lanterneau date également de cette époque.
L'édifice fait l'objet d'une inscription au titre des monuments historiques depuis 2002.